# Cosmoscarta carpentieri
Cosmoscarta carpentieri är en insektsart som beskrevs av Victor Lallemand 1928. Cosmoscarta carpentieri ingår i släktet Cosmoscarta och familjen spottstritar. Inga underarter finns listade i Catalogue of Life.